# Stazione di Cheonan-Asan
La stazione di Cheonan-Asan (천안아산역 - 天安牙山驛 Cheonan-Asan yeok) è una stazione ferroviaria sudcoreana passante, situata al limite orientale del territorio municipal di Asan, ma più vicina al centro di Cheonan; entrambe nel Chungcheong Meridionale. La stazione si trova in corrispondenza della linea KTX Gyeongbu ad alta velocità e la linea tradizionale Janghang, servita anche dalla Linea 1 della metropolitana di Seul.

## Storia
La posizione della stazione venne decisa il 14 giugno 1993, ma i lavori iniziarono solo il 22 luglio 1996. Inizialmente il nome della stazione doveva essere Onyang Oncheon (온양온천 - 温陽温泉), ma il 20 novembre 2003 si decise per il nome attuale. L'inaugurazione avvenne il 27 marzo 2004. Il 30 marzo 2007 aprì anche la sezione della stazione di Asan per permettere l'interscambio con le linee Janghang e la metropolitana di Seul.

## Servizi e collegamenti
Tutti i treni, ad eccezione di quelli passanti per Suwon fermano a Cheonan-Asan. Oltre ai treni KTX fermano anche i treni Intercity Saemaeul e Mugunghwa.